# Падающая башня, Зуурхузен
Падающая башня Зуурхузена — церковная башня в восточно-фризском городе Зуурхузен, муниципалитет Хинте, считающейся самой наклонённой естественным образом башней в мире. Принадлежит евангелическому приходу Зуурхузен-Мариенвер.
Церковь в Зуурхузене была построена в середине XIII века. Башню к ней пристроили в 1450 году, однако наклон стал угрожающим лишь в XX веке. Попытки приостановить «падение» башни предпринимались с 1982 года. В 1996 году её положение стало стабильным.
Башня высотой 27,37 метра имеет наклон 5,19 градуса, что превышает наклон Пизанской башни после ремонта. В 2007 году здание занесено в Книгу рекордов Гиннеса как рекордсмен среди построек без искусственного наклона.

## История
Выполненная в стиле кирпичной готики, церковь в Зуурхузене напоминает старые крепостные церкви. Первоначально она была 32 метров в длину и 9,35 метров в ширину. В 1450 году церковь урезали примерно на четверть, вместо этого пристроив башню. В настоящее время эта башня наклонена под углом 5,19 ° (5 ° 11 ') по сравнению с 3,97 ° (3 ° 58') у башни в Пизе после ее стабилизации.
По словам краеведа Тьяббо ван Лессена, церковь была построена в Средние века на болотистой местности на фундаменте из стволов дуба, которые сохранялись за счет грунтовых вод. Когда земля была осушена в XIX веке, древесина сгнила, после чего башня наклонилась. Башня была закрыта для посещения в 1975 году по соображениям безопасности и вновь открыта через 10 лет после того, как была стабилизирована.

## Данные
- Площадь: 121 м² (11 м × 11 м).
- Высота: 27,37 метров.
- Вылет: 2,47 метра.
- Фундамент: кладка толщиной 2 метра на дубовых сваях.
- Общий вес: 2116 тонн.

## Галерея

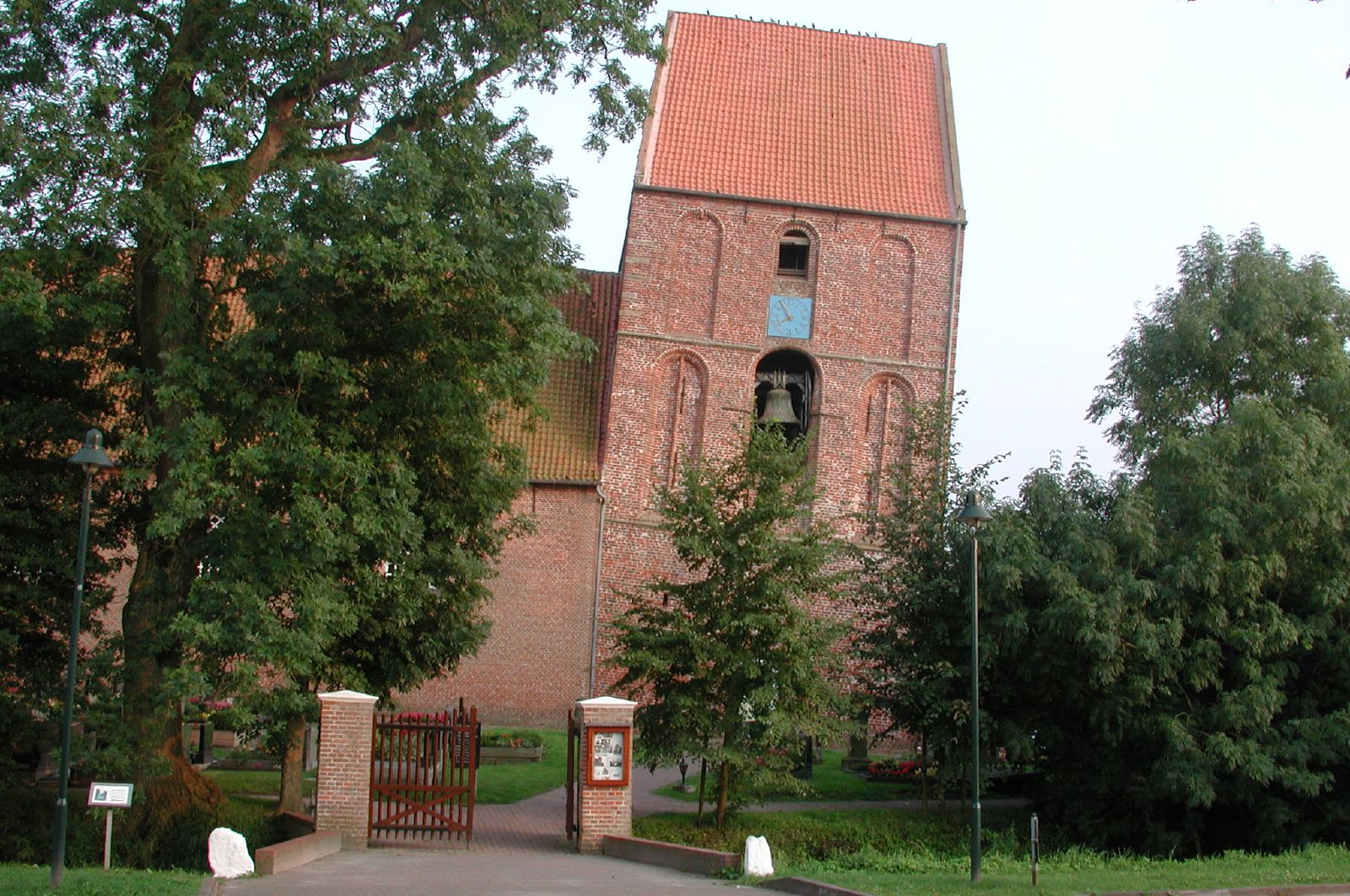
Вид сбоку
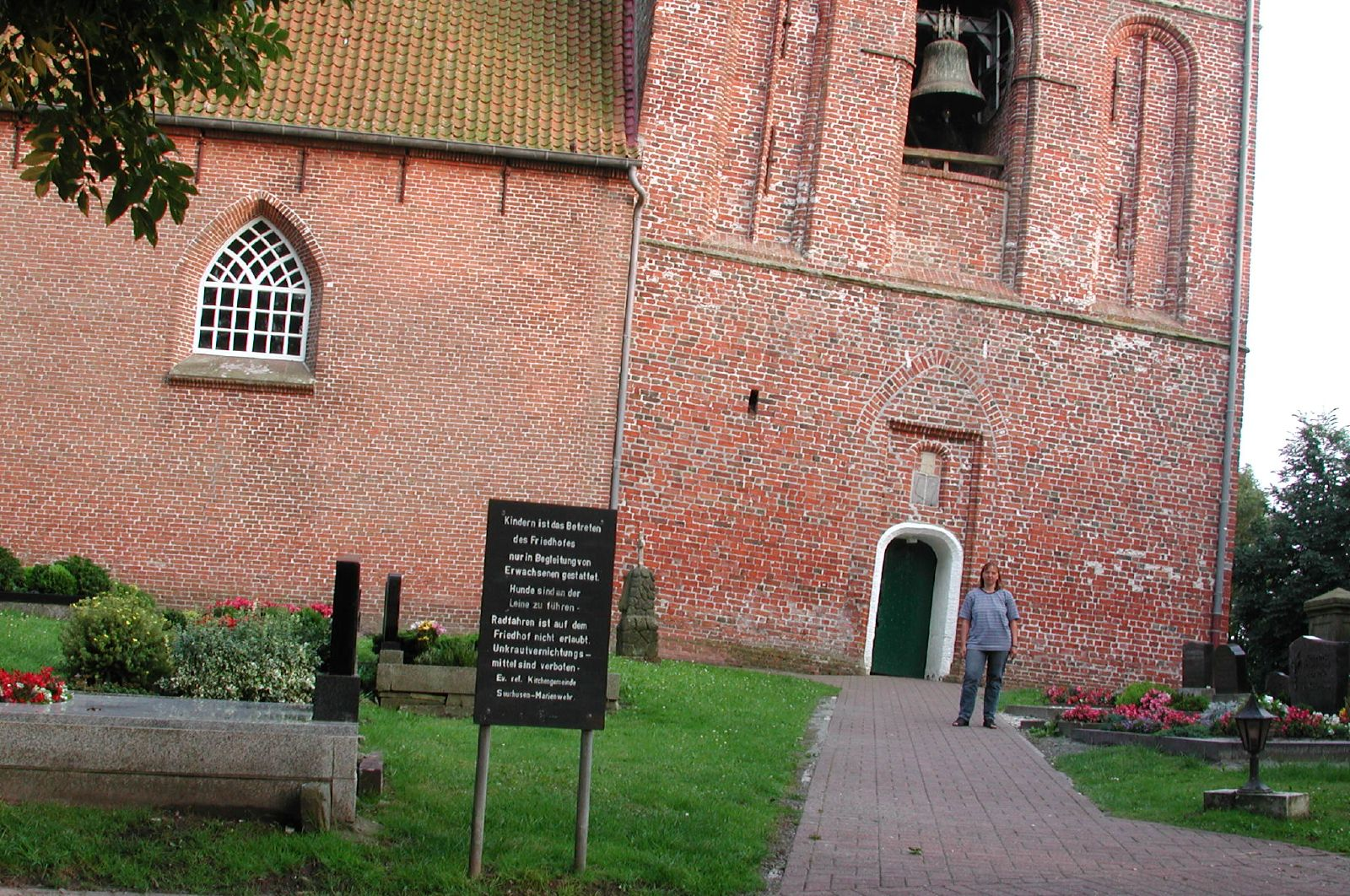
Вход в башню
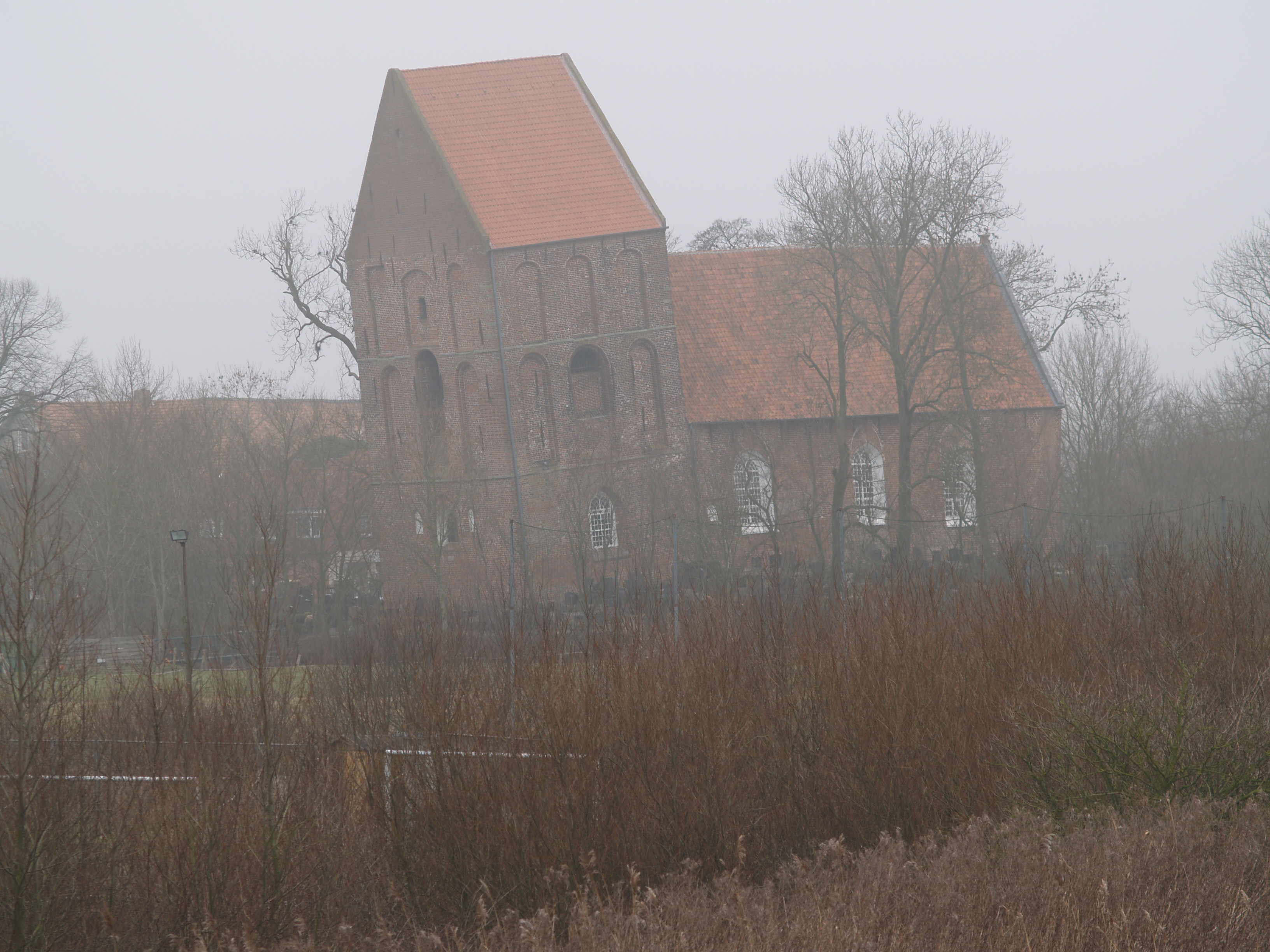
Вид с востока
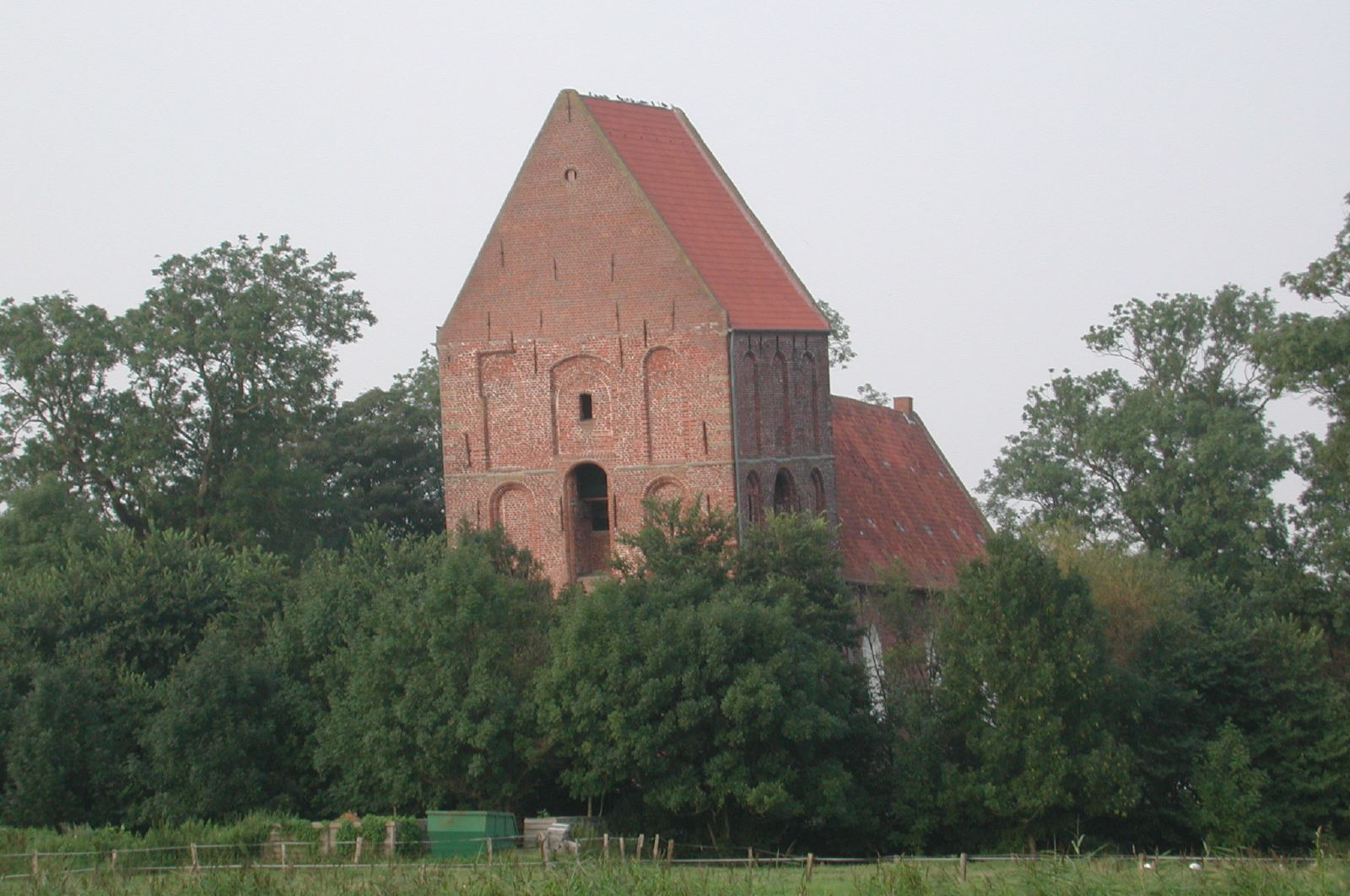
Вид с востока
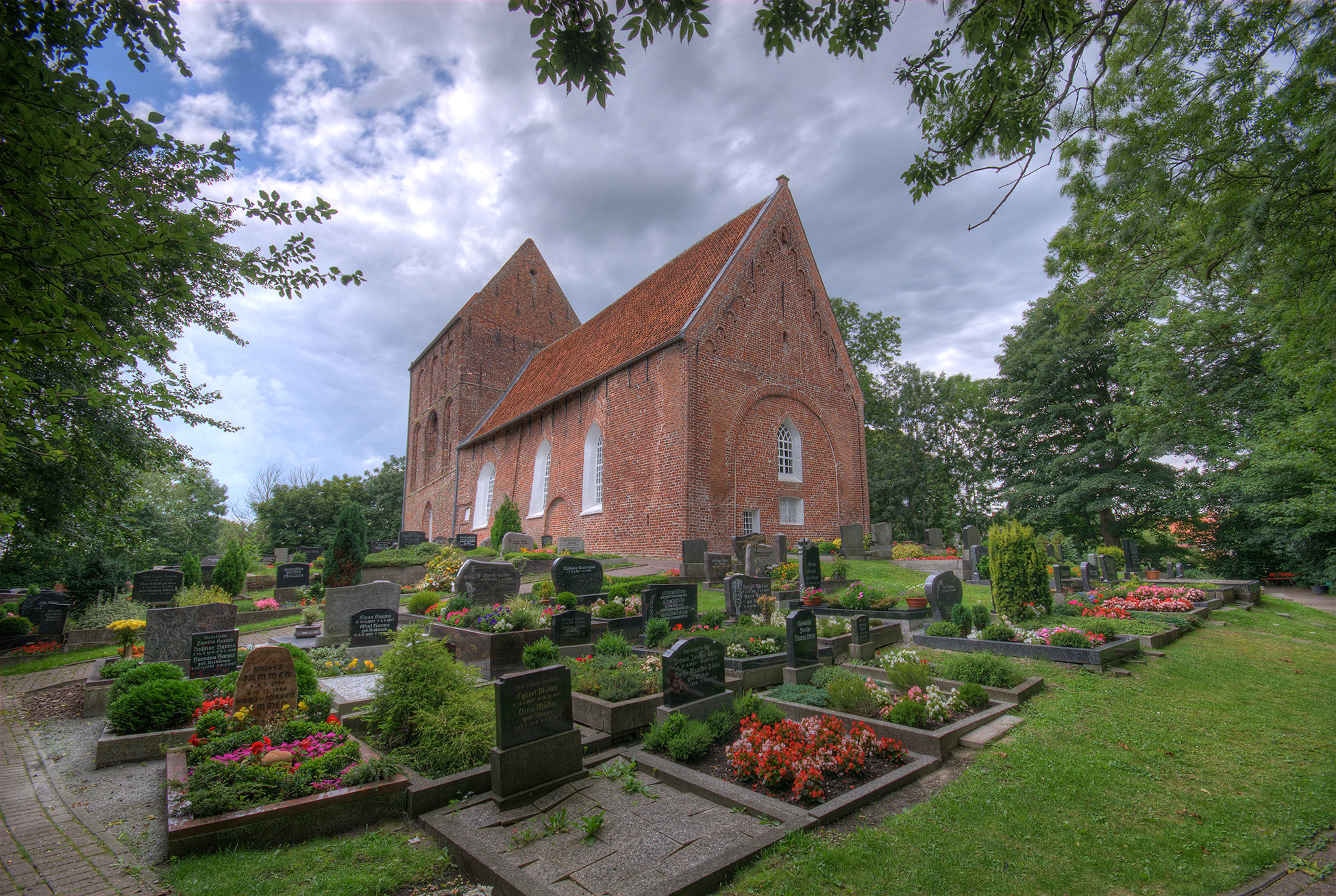
Вид сзади с церковного кладбища